# Michel Renaud (voyageur)
Pour les articles homonymes, voir Michel Renaud (homonymie) et Renaud (homonymie).
Michel Renaud, né le 6 février 1945 à Nantes et mort assassiné le 7 janvier 2015 à Paris, lors de l'attentat contre le siège de Charlie Hebdo, est un journaliste, homme de communication et grand voyageur français, notamment connu pour être le fondateur du festival Rendez-vous du carnet de voyage de Clermont-Ferrand.

## Biographie
Journaliste formé au Centre de formation des journalistes de Paris (promotion 1968) et titulaire d’une licence de sociologie, il a travaillé pour Europe 1 et pour Le Figaro. En 1982, il devient directeur de la communication du maire de Clermont-Ferrand, Roger Quilliot avant de devenir directeur de cabinet de Serge Godard.
Très investi dans la vie culturelle régionale, il est, entre autres, fondateur du festival Rendez-vous du carnet de voyage de Clermont-Ferrand en 2000, rédacteur de la revue Auvergne Architectures depuis 1990 et président de l'association Les Rencontres de la francophonie.
Les rencontres de la francophonie ont pour objectif de développer toutes les initiatives favorisant la sauvegarde et la promotion de la langue française sous toutes ses formes.
Passionné de voyages, il s'investit dans la thématique du carnet de voyage et part en famille pendant plusieurs mois en 2010-2011 en Asie centrale. Il aurait visité plus de 70 pays au cours de sa vie de voyageur.
Photographe, il a exposé plusieurs fois, entre autres :
- 2008 : Exposition à la Vashchenko Art Gallery à Gomel et 2009: Le Tour du monde en quatre-vingts photos, également à Gomel ;
- 2008 : Les nomades d'Asie centrale et 2011 : Destination Asie centrale, à Clermont-Ferrand.

## Circonstances du décès
Cabu avait été l'invité d’honneur de la quinzième édition du festival Rendez-vous du carnet de voyage de Clermont-Ferrand, et Michel Renaud (en compagnie de Gérard Gaillard) était présent dans les locaux de Charlie Hebdo le 7 janvier 2015 pour lui rendre des dessins prêtés à cette occasion. Il est tué lors de l'attentat qui fera 12 morts,.
Il est inhumé le 14 janvier au cimetière de Causse à Villeneuve, dans l'Aveyron, où il possédait une maison de famille, après une cérémonie religieuse en la cathédrale de Clermont, présidée par l'archevêque de Clermont-Ferrand, Mgr Hippolyte Simon, en présence de Patrick Pelloux et du maire de la ville Olivier Bianchi,.
Par arrêté du 24 avril 2015, la mention « Victime du terrorisme » est inscrite sur son acte de décès.

## Hommages
- Le 12 janvier 2015, un hommage par des auteurs et dessinateurs lui est rendu dans le journal Libération[12].
- Au cours de la semaine du 15 janvier 2015, le premier ministre Manuel Valls annonce par lettre à son épouse Gala Renaud, que Michel Renaud est élevé au grade de « chevalier dans l’ordre national de la Légion d’honneur à titre posthume »[13].
- Après l'attentat du 7 janvier 2015, la ville de Gomel a ouvert une exposition de photos de Michel Renaud à la Vashchenko Art Gallery[14].
- Le 6 février 2017, une salle d'exposition portant son nom a été inaugurée au lycée René-Descartes de Cournon-d'Auvergne, pour lui rendre hommage en tant que journaliste ainsi que fondateur du Rendez-vous du carnet de voyage de Clermont-Ferrand[15].
- Gala Renaud publie en novembre 2017 un livre-entretien avec Marc-Alexis Roquejoffre en hommage à son mari : Besoin du monde : entretien de Gala Renaud-Romanov[16].

## Vie privée
Michel Renaud était marié avec Gala Romanov, née à Gomel (Biélorussie), dont il a une fille. Il a également un fils d'une précédente union, Guillaume Renaud, et un petit-fils.
Initié en 1986 au sein d’une loge maçonnique de la Fédération française du Droit humain, le journaliste était franc-maçon. Par la suite, il rejoindra l'atelier « Lux Perpetua » de Clermont-Ferrand.